# Seis vilaietes armênios
Os Seis Vilaietes (em turco otomano: ولايت سته, Vilâyat-ı Sitte), as Seis Províncias, ou os Seis Vilaietes Armênios (em armênio/arménio:  Վեց Հայկական Վիլայեթները, transl. Vets' haykakan vilayet'nery; em turco:  Altı vilayet, Altı il) eram os principais vilaietes ("províncias") povoados por armênios do Império Otomano. Estes foram Vã, Erzurum, Mamuretulaziz, Bitlisse, Diarbaquir e Sivas.

## Nome

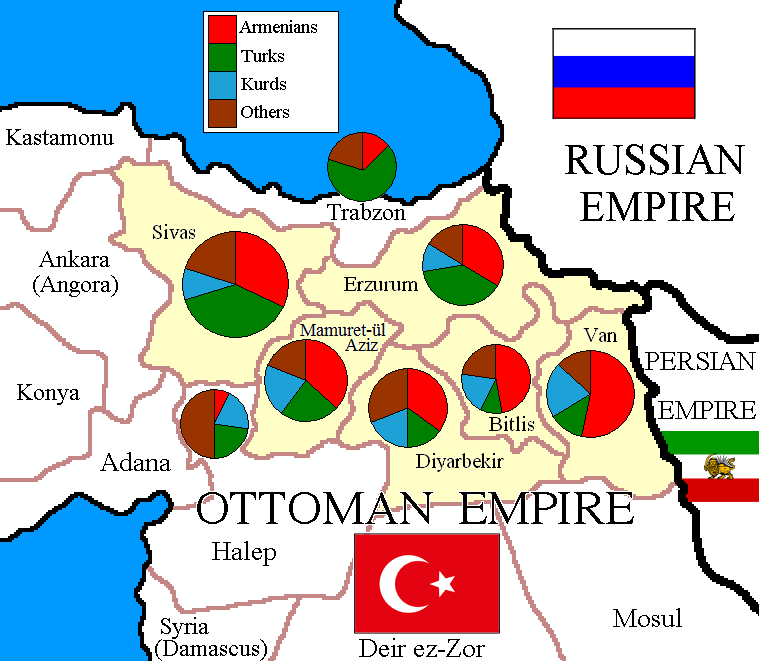
Mapa étnico dos Seis Vilaietes segundo o Patriarcado Armênio de Constantinopla em 1912

O termo Seis Vilaietes Armênios era um uso diplomático que se referia às províncias otomanas com populações armênias substanciais. Na verdade, esse termo era conhecido na linguagem diplomática da época como a área para a qual várias Grandes Potências desejavam reformas em benefício dos armênios. O termo foi baseado na linguagem oficial adotada pelos signatários do Tratado de Berlim, o ato final do Congresso de Berlim em 1878, no Artigo LXI: “A Sublime Porta se compromete a realizar, sem mais demora, as melhorias e reformas exigidas pelas necessidades locais nas províncias habitadas pelos armênios e a garantir sua segurança contra os circassianos e curdos.”